# ボヴィーノ
ボヴィーノ（イタリア語: Bovino）は、イタリア共和国プッリャ州フォッジャ県にある、人口約3,200人の基礎自治体（コムーネ）。

## 地理

### 位置・広がり

#### 隣接コムーネ
隣接するコムーネは以下の通り。
- アッカディーア
- カステッルッチョ・デイ・サウリ
- デリチェート
- オルサーラ・ディ・プーリア
- パンニ

## 文化・観光
「イタリアの最も美しい村」クラブ加盟コムーネである。